# Uprising (pel·lícula)
Uprising és una pel·lícula estatunidenca de 2001 sobre l'aixecament del Gueto de Varsòvia.

## Argument
1939, Polònia: els alemanys prenen el control del país. Un petit grup de jueus resistents comença a inquietar la sort que Adolf Hitler sembla reservar a la seva comunitat des de l'arribada dels nazis. Mordechai Anielewicz prepara la fugida dels habitants a Palestina. Però és descobert, detingut i després empresonat. Aconsegueix, per sort, fugir i torna a Varsòvia.
Però comprova que durant la seva absència, els nazis han ocupat el barri jueu, i han empresonat els jueus a l'interior: l'han batejat gueto de Varsòvia. En aquell moment, els nazis es fan cada vegada més cruels i deporten un gran nombre de persones, deixen morir altres de gana, de set o de malaltia. Mordechai decideix que és temps de defensar-se, i crea llavors la "Jewish Fighting Organization" (l'organització jueva de combat) contra el nazisme, amb els seus amics Yitzhak Zuckerman i Tosia Altman, una jove jueva resistent que passa per ària.

## Repartiment
- Hank Azaria: Mordechai Anielewicz
- David Schwimmer: Yitzhak Zuckerman
- Leelee Sobieski: Tosia Altman
- Stephen Moyer: Kasik Rodem
- Jon Voight: El general Jürgen Stroop
- Donald Sutherland: Adam Czerniaków
- Radha Mitchell: Mira Fruchner
- Mili Avital: Devorah Barga
- Cary Elwes: Dr. Fritz Hippler
- John Ales: Marek Edelman

## Premis i nominacions
- 2002: Emmy: 1 premi. 4 nominacions, incloent-hi millor actor sec. (Jon Voight)
- 2001: Globus d'Or: Nominada millor actriu en una minisèrie o pel·lícula per TV (Sobieski)
- 2001: Sindicat de Directores (DGA): Nominada a Millor director (Minisèrie/Telefilm)